# 神余親綱
神余親綱（日语：／ Kanamari Chikatsuna，1526年〈大永6年〉—1580年8月2日〈天正8年7月2日〉），是日本戰國時代越後國的武將，戰國大名上杉謙信的旗本眾。被任命為上杉家在京都的代官，長期駐京負責與朝廷和幕府之間的外交事務。此外亦擔任越後名産青苧和越後上布輸出至京都的奉行。
天文22年（1553年），他完成謙信上洛的前置準備工作。使謙信得以順利謁見天皇和將軍。天正三年（1575年），三條城主山吉豊守去世，他繼任為三條城主。天正六年（1578年）謙信死後爆發的繼承權之爭御館之亂中，他選擇了支持上杉景虎。在攻奪黑瀧城時失敗；景虎死後他持續抵抗上杉景勝，最後於1580年被原先山吉豐守的舊家臣所斬殺。